# Abital
Abital ist eine Person des Alten Testaments, eine Frau König Davids. Ihr gemeinsamer Sohn ist Schefatja.

## Etymologie
Der Name Abital (hebräisch אֲבִיטַל ’ăvîṭal) setzt sich aus zwei Komponenten zusammen: אֲבִי ’ăvî (mein Vater) und טָל ṭāl (Tau). Hans Rechenmacher leitet den Namen hingegen von der Wurzel ṭll „beschützen“ ab und übersetzt ihn mit „Vater hat beschützt“. In der Septuaginta wird der Name zu Αβιταλ Abital umgeschrieben 2 Sam 3,4 , in der Vulgata zu Abital 2 Sam 3,4 .

## Erwähnungen in der Bibel
Der Name wird im Alten Testament zweimal erwähnt, in 2 Sam 3,4   und 1 Chr 3,3 . An beiden Stellen ist von Abital als einer Frau von König David die Rede, die dessen fünften Sohn Schefatja in Hebron gebar.
Im Buch Samuel wird dies im Kontext des Herrschaftswechsels von König Saul hin zu König David erzählt. Im Buch der Chronik wird diese Information innerhalb der großen Völkertafel Israels erwähnt.